# Ardon (Jura)
Ardon település Franciaországban, Jura megyében. Lakosainak száma 112 fő (2022. január 1.). Ardon Le Pasquier, Vannoz, Champagnole és Montrond községekkel határos.

## Népesség
A település népességének változása:
| Lakosok száma | 134  | 110  | 148  | 111  | 122  | 116  | 115  | 116  | 115  | 112  |
|               | 1968 | 1982 | 1990 | 2006 | 2013 | 2015 | 2017 | 2019 | 2020 | 2022 |